# Cynanchum grandidieri
Cynanchum grandidieri är en oleanderväxtart som beskrevs av Liede och Meve. Cynanchum grandidieri ingår i släktet Cynanchum och familjen oleanderväxter. Inga underarter finns listade i Catalogue of Life.